# Speyeria sineargentatus
Speyeria sineargentatus är en fjärilsart som beskrevs av Gunder 1927. Speyeria sineargentatus ingår i släktet Speyeria och familjen praktfjärilar. Inga underarter finns listade i Catalogue of Life.